# 최욱관
최욱관(崔昱寬, 1954년 ~ )은 대한민국의 前 바둑기사로 현 아마추어 기사이다. 

## 약력
- 1967년 제3기 문교부장관배쟁탈 학생국수전 우승